# (4797) Ako
(4797) Ako es un asteroide perteneciente al cinturón de asteroides, descubierto el 30 de septiembre de 1989 por Toshiro Nomura y el también astrónomo Koyo Kawanishi desde el Observatorio de Minami-Oda, Japón.

## Designación y nombre
Designado provisionalmente como 1989 SJ. Fue nombrado Ako en homenaje a la ciudad de Ako en la prefectura de Hyogo y su antiguo castillo en el mar interior de Seto. Esta ciudad es famosa por su producción de sal y la historia de "Chushin-Gura", que demuestra la fidelidad de los samuráis honrando a su señor local. Entre los año s1701 y 1703 ocurrió un suceso sin igual en el que 47 samuráis leales comprometidos se hicieron el harakari después de vengar a su maestro. El segundo descubridor, de profesión dentista, vive en Ako y observa los cometas y los asteroides desde su observatorio privado.

## Características orbitales
Ako está situado a una distancia media del Sol de 2,411 ua, pudiendo alejarse hasta 2,854 ua y acercarse hasta 1,969 ua. Su excentricidad es 0,183 y la inclinación orbital 1,812 grados. Emplea 1368 días en completar una órbita alrededor del Sol.

## Características físicas
La magnitud absoluta de Ako es 14,3. Tiene 6 km de diámetro y su albedo se estima en 0,112.